# Virgen de Montemayor
La Virgen de Montemayor es una imagen religiosa católica que se venera en la ermita situada en el coto del mismo nombre, Montemayor. Dicho coto está a unos dos kilómetros de Moguer (Huelva), ciudad de España de la que es patrona.
Fue coronada canónicamente por el Señor obispo de Huelva, Don Rafael González Moralejo, el 15 de junio de 1991, actuando como madrina la actual Señora de Moguer, la Duquesa de Alba; y dentro de las celebraciones del V Centenario del Descubrimiento y Evangelización de América. En 1993 S.S. Juan Pablo II oró ante la imagen de la Virgen de Montemayor y ante el Santísimo Sacramento en el interior de la parroquia de Moguer, ciudad que el Papa visitó dentro de su recorrido por los Lugares colombinos y el Rocío.
En la actualidad le rinden culto, como Titular, hermandades de las provincias de Huelva, Sevilla, Madrid y Salamanca; y existen calles y plazas rotuladas con el nombre de la Virgen de Montemayor en poblaciones como Moguer, Punta Umbría, Arahal, Huelva, aldea de los Clarines (Beas) y Almería.

## La Imagen
Se trata de una talla de candelero de vestir realizada en madera de cedro y policromada por don Sebastián Santos Rojas, para sustituir a la antigua Imagen destruida durante la Guerra Civil. Su estatura es reducida,alrededor de 80 centímetros, pero la perfección de la talla es tal que parece tratarse de una persona real. 
En su mano derecha porta un cetro, símbolo de su realeza, mientras que su brazo izquierdo sirve de trono para la imagen de su Hijo, el Divino Infante Jesús. Desde finales del siglo XIX o principios del siglo XX una ráfaga rodea toda la efigie, y sobre la cabeza de la Virgen, una corona proclama la realeza de María, a sus pies una media luna, haciendo referencia a la imagen apocalíptica de San Juan reflejada en el Libro del Apocalipsis.
Según un manuscrito del XIX, que posee la Hermandad Matriz, la talla de la virgen, simulacro de Ntra. Sra. bajo la advocación de Santa María de la Natividad, fue ocultada en los Montes de la Mar en el año 714 por el sacerdote moguereño Juan Antonio Quinta ante la invasión sarracena. Según la tradición popular, fue el 4 de octubre de 1470, siete siglos después, cuando Alfonso Nuñez que guardaba una heredad, halló milagrosamente, gracias a unos “efluvios olorosos” la talla de la Virgen de Montemayor, y la llevó al pueblo. Por tres veces se vino la Virgen de su pueblo al monte, entendiéndose así, que Santa María de la Natividad, Montemayor más tarde, quería quedarse ahí, por lo que se decidió construir su Ermita en Montemayor.

## La Ermita de Montemayor
La Ermita de Montemayor, localizada en el término municipal de la localidad de Moguer, en la provincia de Huelva, España, es un templo religioso católico catalogado como ermita.

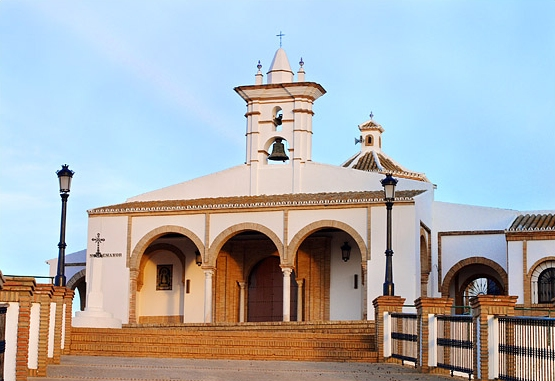
Ermita de Montemayor.

El primer dato históricamente documentado que nos habla de la existencia de esta ermita es del año 1380, momento en el que ya se encontraba levantado el templo y en él se rendía culto a "Santa María de Montemayor". Del primer tercio del siglo XV, más concretamente del año 1431, procede una donación testamentaria en favor de esta advocación por parte de un vecino de Moguer. La ermita se encuentra situada a dos kilómetros del núcleo urbano de la ciudad. Su construcción esta ligada a la aparición en el mismo lugar de la patrona moguereña la Virgen de Montemayor. Según cuenta la leyenda fue encontrada por el pastor Alonso Núñez en ese lugar, llamado Tamar o Tamaríz, donde fue escondida por el sacerdote moguereño Antonio Quinta Cabañas en el año 714.
El edificio actual proviene de los siglos XV, XVIII y XX, siendo numerosas las reformas de ampliación a las que se ha visto sometida. El patrimonio mueble de este edificio es numeroso: la Virgen de Montemayor, patrona de Moguer, preside la iglesia sobre unas andas de plata; además nos encontramos con otras obras de arte destacadas, como el Cristo de los Milagros (siglo XVI), el retablo del Sagrario (siglo XVIII), la tumba del obispo moguereño Ildefonso Joaquín Infante y Macías, y numerosos exvotos y esculturas de la Edad Moderna y la contemporánea.

## Los Cultos y Celebraciones
Las fiestas más importantes que se celebran en Moguer están dedicadas a su venerada patrona, Santa María de Montemayor. 

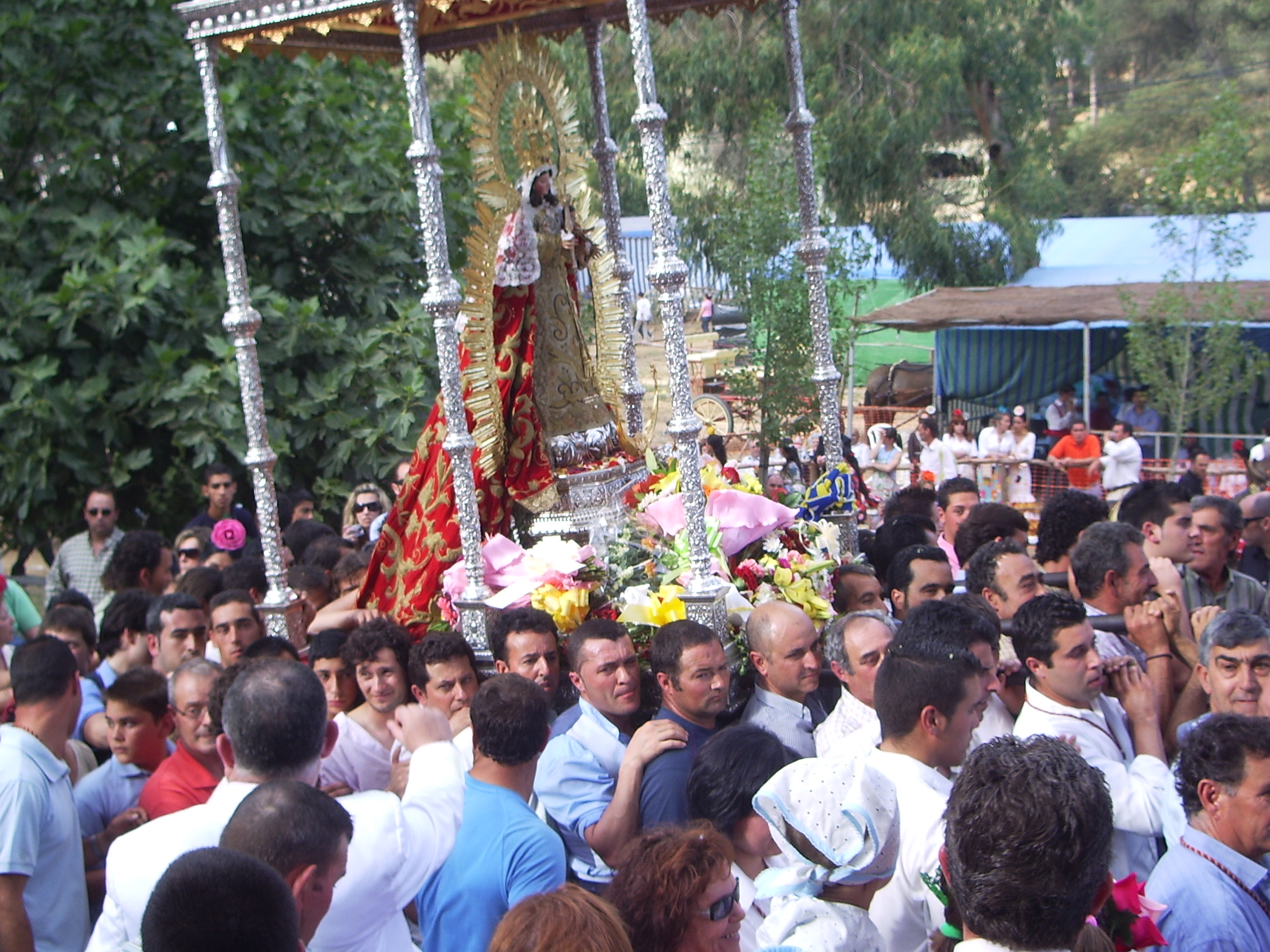
Salida procesional de la Virgen por el coto de Montemayor.

- La Romería. En mayo, en concreto el segundo domingo del mes, se celebra la populosa Romería de Montemayor, que logra convocar a miles de personas cada año. Se celebra en los pinares donde se halla la ermita, que conforman un espacio natural público donde no existen casas privadas. Por ello, los peregrinos viven durante cuatro días en los típicos "chozos" o cabañas elaboradas con eucalipto silvestre. El viernes se inicia la Romería de forma oficial, con la salida de la Hermandad Matriz de Moguer hacia Montemayor. El sábado se lleva a cabo la presentación oficial de las Hermandades Filiales, las misas de éstas, y el multitudinario Rosario de Antorchas por la noche, que recorre todo el recinto romero. El domingo por la mañana se celebra una concurrida Misa en honor a la Virgen de Montemayor, y por la tarde, se realiza la procesión de la Virgen, donde recorre el recinto romero y visita las diferentes Hermandades. El lunes por la tarde, la Hermandad Matriz inicia el regreso a Moguer.

- El quince de junio se conmemora con una misa en la ermita y la posterior ofrenda de flores la Coronación Canónica de la Virgen de Montemayor, que tuvo lugar el 15 de junio de 1991, siendo la madrina del acto la Duquesa de Alba.

- Traslado de la Virgen. El penúltimo domingo del mes de agosto se procede al traslado de la Virgen desde su ermita a Moguer, en alegre procesión que se inicia hacia las seis y media de la tarde.

- Día de la Virgen. El 8 de septiembre es conocido en Moguer como El Día de la Virgen, por celebrarse desde muy antiguo la festividad de Nuestra Señora de Montemayor. A las doce del mediodía se celebra la Función Principal de la Hermandad Matriz en la Parroquia de Moguer, a la que asisten multitud de fieles devotos. Por la tarde, la patrona es sacada en solemne procesión por las calles de la ciudad.

- Regreso de la Virgen. El último domingo del mes de octubre, tiene lugar el traslado de vuelta desde Moguer a Montemayor.

## Las Hermandades
Nuestra Señora de Montemayor ha llegado a convertirse en una de las advocaciones marianas más devocionales de toda la provincia de Huelva. Por ello, son hoy siete las hermandades (asociaciones de fieles) más tres asociaciones "pro-hermandad" que le rinden culto, repartidas por diversas localidades. 
- Hermandad Matriz. La primera y principal de todas ellas es, obviamente, la Muy Antigua, Primitiva, Real e Ilustre Hermandad Matriz de Nuestra Señora de Montemayor Coronada y Cofradía del Santísimo Sacramento de la Ciudad de Moguer. Ya en la Baja Edad Media existió una primera cofradía dedicada al culto de la Virgen de Montemayor en torno al 8 de septiembre, pero acabó disolviéndose al desaparecer por orden señorial el hospital para pobres que regentaba. No sería hasta el segundo tercio del siglo XIX cuando un grupo de moguereños, pertenecientes a las clases acomodadas de la ciudad, decidiesen resucitar esta hermandad para rendir culto a la patrona de Moguer. En la actualidad, cuenta con unos 5.000 hermanos y ha recuperado dentro de sí a la Cofradía Sacramental de la parroquia de Moguer, que ya estaba extinta.

A partir de los años cincuenta del siglo XX comienzan a crearse otras hermandades dedicadas a la Virgen de Montemayor. Son conocidas como hermandades filiales, porque dependen de la Hermandad Matriz de Moguer. Son las siguientes:

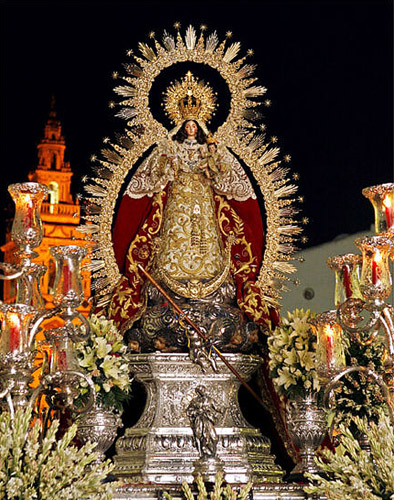
Salida procesional de la Virgen en la Velada de Septiembre.

1. La Real Hermandad Sevillana de Nuestra Señora de Montemayor Coronada es la primera de estas hermandades filiales. Fue fundada en el año 1956 en la iglesia de San Juan de la Palma de Sevilla, gracias a la devoción que hacia la Reina de los Pinares profesaban Manuel Alcalá de los Reyes, sevillano y primer Hermano Mayor de la Hermandad, y un grupo de moguereños afincados en la capital andaluza. Poco tiempo después, se mandó realizar a Francisco Buiza una réplica de la patrona de Moguer, tanto en estatura como en fisonomía, que recibe culto desde entonces en un retablo de la citada iglesia hispalense. En el año 2002 presidió el altar de las hermandades de Gloria en el Corpus Christi de Sevilla pero saldrá de vuelta en procesión en Glorias de Sevilla en octubre del 2019.
2. La Hermandad Filial de Nuestra Señora de Montemayor de Huelva fue creada también en el año 1956, en la parroquia del Sagrado Corazón (vulgo del Polvorín) de la capital onubense. El escultor León Ortega talló para ella una imagen de la Virgen de Montemayor de dimensiones muy reducidas, que se venera en la capilla que esta hermandad comparte con la de las Tres Caídas en el susodicho templo, mientras que su Simpecado fue confeccionado y bordado por Paco Contioso, bordador moguereño afincado en Huelva de gran prestigio. Desde el año 2001 ha recuperado el tradicional camino desde Huelva hasta Montemayor, con parada en el Monasterio de La Rábida de Palos de la Frontera, para rezar la Salve a la Virgen de los Milagros. En 2006, coincidiendo con el cincuentenario fundacional de la Hermandad, se inicia la realización de un carretón en madera para su camino romero.
3. La Hermandad Filial de la Virgen de Montemayor de Punta Umbría fue, en realidad, creada en 1955, esto es, antes que las dos anteriores, pero al ser sus estatutos aprobados por la Diócesis de Huelva más tarde que los de las otras, ocupa hoy en día el tercer lugar entre las filiales. Se trata sin duda alguna de la más peculiar de todas ellas, debido a que realiza el camino desde Punta Umbría hasta Moguer en barcas, a través de la ría del Tinto. Además, llega a Montemayor un día antes del inicio de la romería, el jueves antes de la fiesta, que se inicia el viernes. Esta hermandad marinera recuperó en 2007 la tradición de arribar al puerto de Moguer durante la noche, y estrenó un nuevo carretón. Desde el mes de septiembre de 2019 posee una imagen de la Virgen de Montemayor, réplica de la original, a la que se le rinde culto en la iglesia de Santa María del Mar de Punta Umbría. En la bendición de la misma, participó como madrina la Hermandad de la Virgen del Carmen, Patrona de la localidad.
4. La Real Hermandad Filial de Nuestra Señora de Montemayor de Madrid fue fundada por los moguereños asentados en la capital de España en 1976. Su Simpecado es uno de los más meritorios que peregrinan hasta la romería, tanto en pintura como en bordados. Su principal peculiaridad es que se trata de la única hermandad filial creada fuera de Andalucía en honor a la patrona de Moguer. En Madrid se encuentra una réplica de la imagen de Nuestra Señora de Montemayor realizada en 1979 de escultor desconocido. Su escudo se basa con los escudos de Madrid y Moguer a los pies de la patrona, que a su vez está encima de la Puerta de Alcalá.
5. La Fervorosa Hermandad Filial de Nuestra Señora de Montemayor Coronada de Arahal fue creada en 1981 en esta bella ciudad de la provincia de Sevilla, estando canónicamente establecida en la parroquia de Santa María Magdalena. Se trata de la Hermandad Filial que cuenta con más hermanos, lo que da cuenta del arraigo de esta advocación mariana en la localidad. Ha contado hasta hoy con dos réplicas de la Virgen de Montemayor: la primera fue cambiada por una nueva efigie de gran belleza y tamaño algo superior al de la patrona de Moguer, obra del escultor Luis Álvarez Duarte. Esta Virgen procesiona cada año el último sábado del mes de mayo por las calles de Arahal, una vez que ha concluido la romería en Montemayor. La Imagen fue traída a Arahal el día 26 de abril de 2001 y la bendición fue el 28 de abril del mismo año, por Don Ignacio Jiménez Sánchez-Dalp. Sus padrinos fueron Don Luis Álvarez Duarte y Doña Eugenia Martínez de Irujo Fitz-James Stuart, Duquesa de Montoro. Cada Año comienzan su romería el viernes dando un paseo por su pueblo, donde reciben una gran acogida por parte de los Arahelenses, llegando a Moguer esa misma tarde para participar y vivir todos los actos de la romería en encuentro con la patrona de Moguer. Desde el año 1994 la titular de esta hermandad procesiona cada último sábado de mayo por las calles del pueblo sevillano en estación de glori. Su escudo combina los de Arahal y Moguer, que quedan unidos por una "M" de María y timbrados con corona real.
6. La Hermandad Filial de Nuestra Señora de Montemayor de Villamanrique de la Condesa se fundó el 19 de julio de 1981, por un grupo de personas nacidas en Moguer, residentes en Villamanrique de la Condesa y con Culto en la parroquia Santa María Magdalena de la localidad. Es especialmente popular su camino desde la villa manriqueña hasta Montemayor a la manera tradicional, haciendo noche en Doñana. Su carreta de madera es tirada por bueyes, lo que la hace más peculiar. Sus colores distintivos es el verde y amarillo oro, el verde como representación litúrgica de la esperanza y el amarillo oro como la maduración de las mieses, ya que Villamanrique de la Condesa es un pueblo principalmente agrícola. Su primer Simpecado de terciopelo verde, bordado con hilos dorados, fue creado artesanalmente, con ayuda y experiencia, de la artesana bordadora Angeles Espinar y bendecido por el párroco de Villamanrique de la Condesa D. Francisco Muñiz ( año 1981) pocos años después fue creado por el orfebre sevillano Manuel de los Rios el segundo simpecado de terciopelo verde y plata , donde en el centro destaca una magnífica pintura de la Santisima Virgen de Montemayor.
7. La Asociación Pro-Hermandad de Nuestra Señora de Montemayor de Lucena del Puerto se creó en el año 1998 en esta localidad vecina de Moguer. Su Simpecado es obra del taller de bordados de Bonares Reyes-Pavón, y con él la Hermandad hace el camino a la usanza tradicional desde la parroquia de San Vicente, en Lucena, hasta Montemayor en la tarde del viernes de romería. Especialmente esperada es la suelta de palomas que esta hermandad realiza cuando la patrona de Moguer visita en procesión su casa de hermandad en el recinto romero.
8. La Asociación Pro-Hermandad de Nuestra Señora de Montemayor de Campofrío y la Dehesa de Riotinto nace en 1999 de la unión de un grupo de devotos de la Reina de los Pinares de estos dos núcleos de la cuenca minera de Huelva, encabezados por D. Jesús Santos Gómez. En el año 2007 bendijo su nuevo Simpecado de terciopelo morado, con una pintura magistral,obra de Miguel Ollero Márquez, cuyos bordados en oro fueron estrenados en 2009.

Desde el año 2015, y tras una visita a la romería de ciudadanos procedentes de la localidad de Montemayor del Río (Salamanca) y su comarca, quedan encantados y deciden que celebran una su propia romería. No se trata de una hermandad filial, pese a haber tomado la advocación de su titular de la Patrona moguereña. En agosto de 2015 se celebra la primera romería en su honor, en tierras salmantinas, contando para ello con una representación pictórica de la Virgen de Montemayor.